# Nishikawa Yasushi
Nishikawa Yasushi (japanisch 西川 寧, Rufname: Yasushi (安叔), Künstlername: Seian (靖闇); geboren 25. Januar 1902 in Tōkyō; gestorben 16. Mai 1989) war ein herausragender japanischer Kalligraph des 20. Jahrhunderts, Inschriften-Kenner und China-Gelehrter. 

## Leben und Werk
Nishikawa Yasushi war Sohn des Kalligraphen Nishikawa Shundō (西川春洞; 1847–1915), der auch von klein auf sein Lehrer war. Yasushi schloss 1920 sein Studium an der Keiō-Universität ab. Während des Pazifikkriegs hielt er sich mit einem staatlichen Stipendium 1940 in Peking auf, studierte chinesische Literatur, beschäftigte sich mit alten chinesischen Bronzen und mit in Stein gemeißelten Inschriften.
Ab 1943 war Nishikawa an der Keiō-Universität lehrend tätig. 1960 wurde er mit einer Arbeit über Ausgrabungen in Xiyu promoviert.
Nishikawa wurde zu einer führenden Persönlichkeit im Bereich der Kalligraphie, sowohl was die chinesischen Stilrichtungen anbetraf, als auch mit seinen eigenen Werken. Verehrend wird er „Gigant der Kalligraphie“ (書の巨人, Sho no Kyojin) genannt.
Nishikawa verfasste zahlreiche Schriften, u. a. „Die sich ändernde Form der Kalligraphie“ (書の変相, Sho no hensō), 1960.

## Auszeichnungen und Ehrungen
- 1972 Orden des Heiligen Schatzes
- 1977 Person mit besonderen kulturellen Verdiensten
- 1985 Kulturorden
- 1989 Orden des Heiligen Schatzes, Höhere Klasse, Posthum